# Neomuscina apicata
Neomuscina apicata är en tvåvingeart som först beskrevs av Stein 1904.  Neomuscina apicata ingår i släktet Neomuscina och familjen husflugor. Inga underarter finns listade i Catalogue of Life.